# Algeriet
Algeriet (arabiska: الجزائر, al-Jazāʾir; berber: ⴷⵣⴰⵢⴻⵔ, Dzayer, franska Algérie), formellt Demokratiska folkrepubliken Algeriet, är Afrikas till ytan största land och världens tionde största. Det gränsar till Tunisien i nordöst, Libyen i öster, Niger i sydöst, Mali och Mauretanien i sydväst, och Marocko och Västsahara i väster. I norr har Algeriet kust mot Medelhavet, och därmed havsgräns mot Spanien. Algeriet tillhör det kulturella området Maghreb.
Algeriet är medlem av Förenta nationerna, Afrikanska unionen, Arabförbundet och Opec. Det deltog också i bildandet av Arabiska Maghrebunionen. Konstitutionellt betecknas Algeriet som en islamisk, arabisk och amazighisk (berbersk) stat.

## Historia
De tre nordafrikanska staterna Algeriet, Tunisien och Marocko tillhör alla ett område kallat Maghreb – "landet i väst". Det var det namn de arabiska erövrarna gav området sedan de hade lagt under sig den nordvästliga kustregionen omkring år 1050. Dessförinnan hade Nordafrika tillhört en medelhavscivilisation styrd av fenicier och romare. Den äldsta kunskapen om det som i dag är Algeriet kommer från antikens Numidien. Det var ett samhälle som under ledning av Masinissa utvecklade jordbruk och handel, och etablerade en politisk statsbildning. Både vid kusten och i inlandet grundades städer, och Numidien var en framgångsrik stat fram till Masinissas död år 149 f.Kr. 

### Romersk kolonialism
Med början år 146 f.Kr., efter det tredje puniska kriget och med inrättandet av provinsen Africa (nuvarande Tunisien), inlemmades Nordafrika i romarnas imperium. Romerska rikets nedgångsperiod drabbade även Maghreb, och år 429 e.Kr. kom en germansk folkstam, vandalerna, över Gibraltar sund och erövrade en stor del av Nordafrika. Med början år 534 blev området återerövrat, och Maghreb lades under bysantinskt styre, en period som präglades av många uppror från de lokala berberstammarna.

### Arabisk kolonialism
Islamiska expansionen, som på 700-talet nådde ända in i Spanien, lade under sig Numidiens kustområden, men ännu inte bergsområdena i inlandet. Omkring 935 grundade en arabisk furste, Zeiri, den nuvarande staden Alger. Araberna blandade sig med berberna, och i hela området fick det arabiska språket och den arabiska kulturen allt större betydelse. Kalifen i Kairo sände på 1000-talet två arabiska stammar för att knäcka upproriska krafter i Maghreb, och hela området lades till sist under arabiskt styre. Mellan 1152 och 1269 erövrade almohaderna hela landet. Då almohadernas dynasti upplöstes i mitten av 1200-talet fick Maghreb-regionen den tredelning som existerar än i dag, med staterna Marocko, Tunisien och Algeriet.

### Sjöröveri och osmansk kolonialism

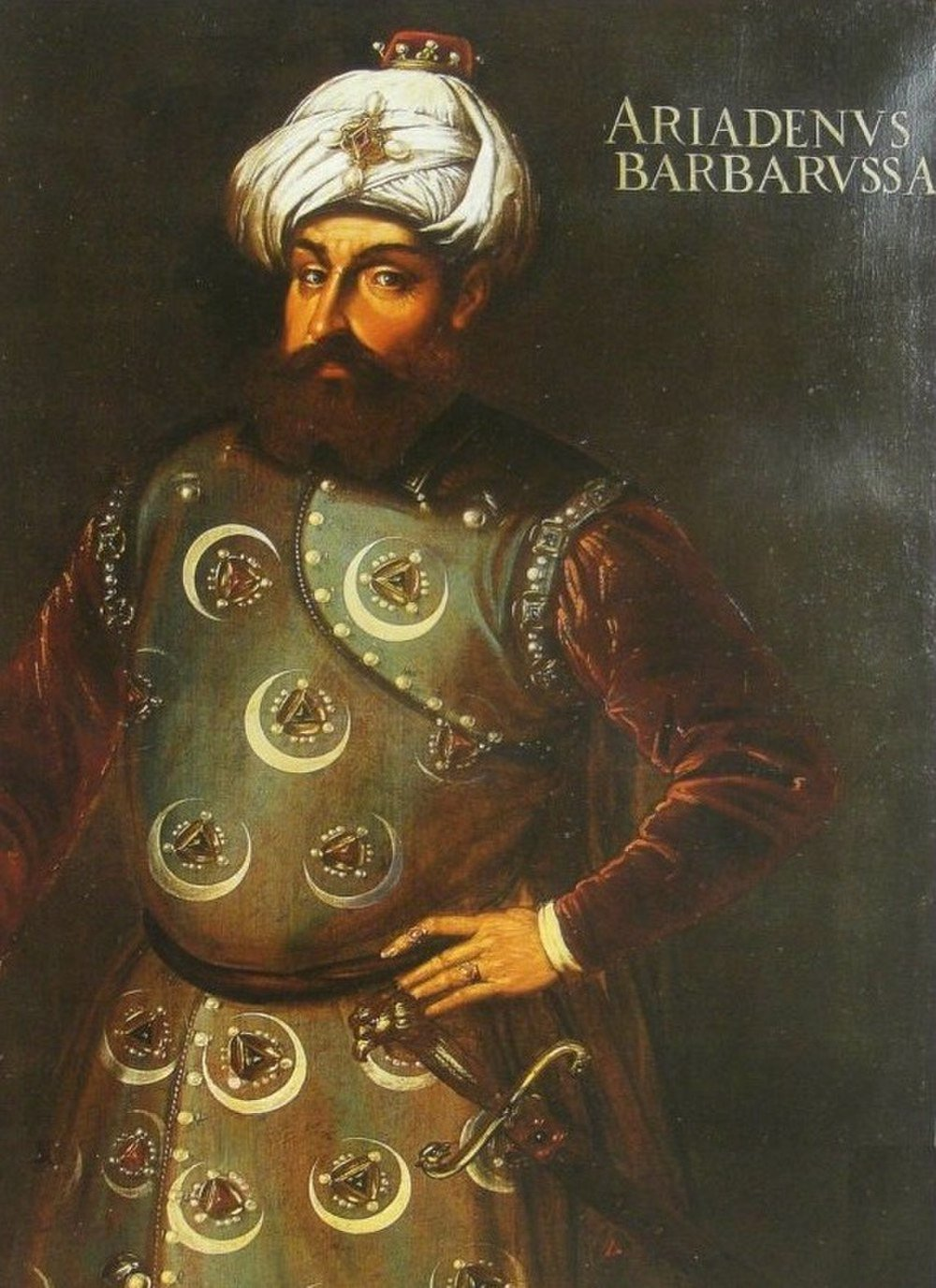
Khair ed-Din Barbarossa.

Från slutet av 1400-talet blev Algeriet en härd för sjöröveri. I européernas strid mot sjörövarna hade Ferdinand II av Aragonien några framgångar, men redan i början av 1500-talet fördrevs spanjorerna med Osmanska rikets hjälp av Khair ed-Din Barbarossa. Denne ställde sitt rike Alger under osmansk överhöghet år 1520. Han grundade militärdespotismen i Algeriet och organiserade dess sjörövarväsende.
Då den sista islamiska fästningen i Spanien föll för kristna styrkor 1492 sökte de spanska morerna sin tillflykt i Algeriet – den tredje arabiska invasionen av landet. De kristna i Spanien förföljde de flyende morerna, och erövrade flera fästningar och städer. Osmanska styrkor kom till undsättning, med det resultatet att Algeriet lades under den osmanske sultanen. Hela Algeriet hade vid den här tiden kommit in i den arabiska och islamiska kulturkretsen; bara i några delar av landet levde isolerade folkstammar, som kabylerna och tuaregerna, utanför den nya samhällsordningen.
År 1600 fick janitsjarerna rätt att utse en dej, vilken såsom deras befälhavare skulle stå vid paschans sida. I början av 1700-talet gjorde sig dejen oberoende av Höga porten. Därefter bildade Algeriet en militärrepublik med den av janitsjarerna valde dejen till överhuvud. Alla försök att stoppa sjöröveriet var länge fruktlösa. Expeditioner mot Algeriet företogs av Karl V 1541, av engelsmännen 1670, av engelsmän och holländare gemensamt 1669 och 1670, av Ludvig XIV 1682, av spanjorerna 1775; men alla misslyckades mer eller mindre. Först 1815 segrade USA över Algeriets flotta genom en seger vid Cartagena. Följande år bombarderades staden Alger av engelsmännen under lord Exmouth, och dejen tvingades därigenom till flera eftergifter. Men 1817 började algeriska sjörövare åter uppbringa fartyg som tillhörde de makter som inte gav dem tribut.

### Fransk kolonialism

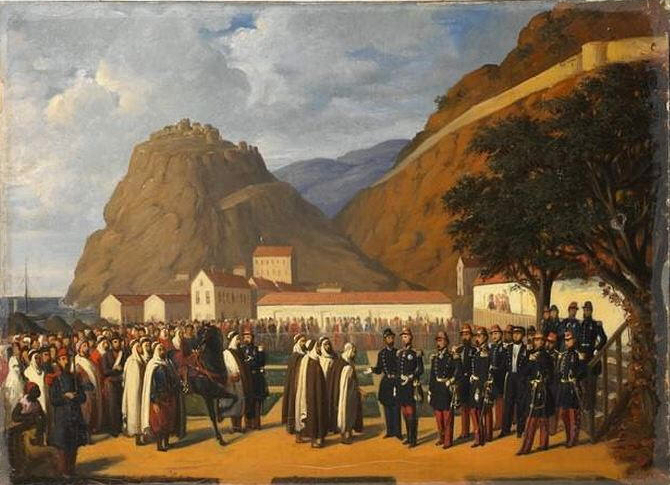
Abd el-Kader kapitulerar 1847.

Algeriet som nationalstat, med de geografiska gränser som landet har i dag, kom till först under det franska koloniala väldet. Den franska erövringen av Algeriet började 1830, då mycket av kusten ockuperades. Mot en invasionsstyrka på cirka 38 000 man organiserades motstånd under ledning av Abd el-Kader. Han ledde omkring 12 000 man i kamp mot fransmännen i västra Algeriet år 1832, och många algerier ser honom i dag som den symboliska grundaren av deras nation. Under Abd el-Kaders ledning bildades en algerisk stat, relativt självständig från det osmanska riket, som omfattade merparten av västra och centrala Algeriet. År 1839 förklarade han jihad, heligt krig, mot de vantrogna inkräktarna, något som innebar början till slutet på Abd el-Kaders militära framgång. Fransmännen svarade med att sända 100 000 soldater över Medelhavet, och Abd el-Kader tvingades 1847 att ge upp motståndet. Ett nytt uppror på 1870-talet, lett av Abd el-Kaders son, slogs också ner.
På samma sätt som de brittiska besittningarna Kenya och Sydrhodesia, de portugisiska kolonierna Angola och Moçambique, och Sydafrika, blev Algeriet en nybyggarkoloni. Inte i någon annan koloni i Afrika slog sig så många européer ner som i Algeriet. År 1850 var omkring 130 000 fransmän bosatta i landet, och vid slutet av 1800-talet över en halv miljon. Då hade Algeriet blivit en fransk provins, och nybyggarna fick rätt att välja sina egna deputerade till Frankrikes nationalförsamling i Paris. Den stora majoriteten av alla algerier blev Frankrikes undersåtar och utsattes för omfattande diskriminering utan några politiska rättigheter.

### Befrielsekriget
Avkoloniseringen av Algeriet blev ett av de blodigaste kapitlen i afrikansk kolonialhistoria. På 1950-talet blev både Marocko och Tunisien självständiga stater, men Frankrike ville inte släppa Algeriet, som hade stora naturresurser och var tätt sammanknuten med den franska ekonomin. Underkuvandet ledde till att motståndsrörelsen 1954 gick samman i Front de Libération Nationale (FLN), och började föra gerillakrig för att befria landet. Två år senare hade befrielserörelsen etablerat frigjorda zoner som de kunde operera ifrån. Vid denna tid kunde befrielserörelsen mönstra omkring 15 000 soldater, medan fransmännen hade satt in 200 000. Som mest hade Frankrike en halv miljon soldater i Algeriet, och satte in alla resurser på att vinna kriget efter det smärtsamma nederlaget i Indokina. Sedan fransmännen satt upp ett elektriskt stängsel vid gränsen till Tunisien och lagt ut 900 000 landminor i gränsområdena, hade FLN svårt att försörja trupperna. Fransmännen förflyttade även mellan en och två miljoner algerier från sina hem till "koncentrationscenter" för att avskära kontakten mellan civilbefolkningen och gerillan. FLN-ledningen hade i utlandet etablerat en provisorisk regering, gouvernement provisoire de la république algerienne (GPRA), och börjat bygga upp en reguljär armé.
Frankrike fick emellertid det militära övertaget och drev gerillan på reträtt. Den militära framgången till trots växte motståndet mot kriget i Frankrike, och i Algeriet fick FLN allt större uppslutning. Sedan general Charles de Gaulle blivit fransk president 1958 började han söka ett sätt att komma undan kriget. År 1961 gjorde den europeiska minoriteten i Algeriet ett kuppförsök understött av franska generaler, men detta slogs ner. Förhandlingar om vapenvila i Schweiz tog vid i april 1961. De var svåra och avbröts flera gånger, men ledde till slut fram till ett fredsavtal som bekräftades genom en folkomröstning i Frankrike, där 90,7 % av rösterna lades på de Gaulles politik. Kriget kostade mellan 300 000 och 1,5 miljoner algerier livet. 8 000 byar låg i ruiner, stora områden låg brända och härjade, och över två miljoner människor hade blivit hemlösa.

### Kvinnors betydelse under befrielsekriget

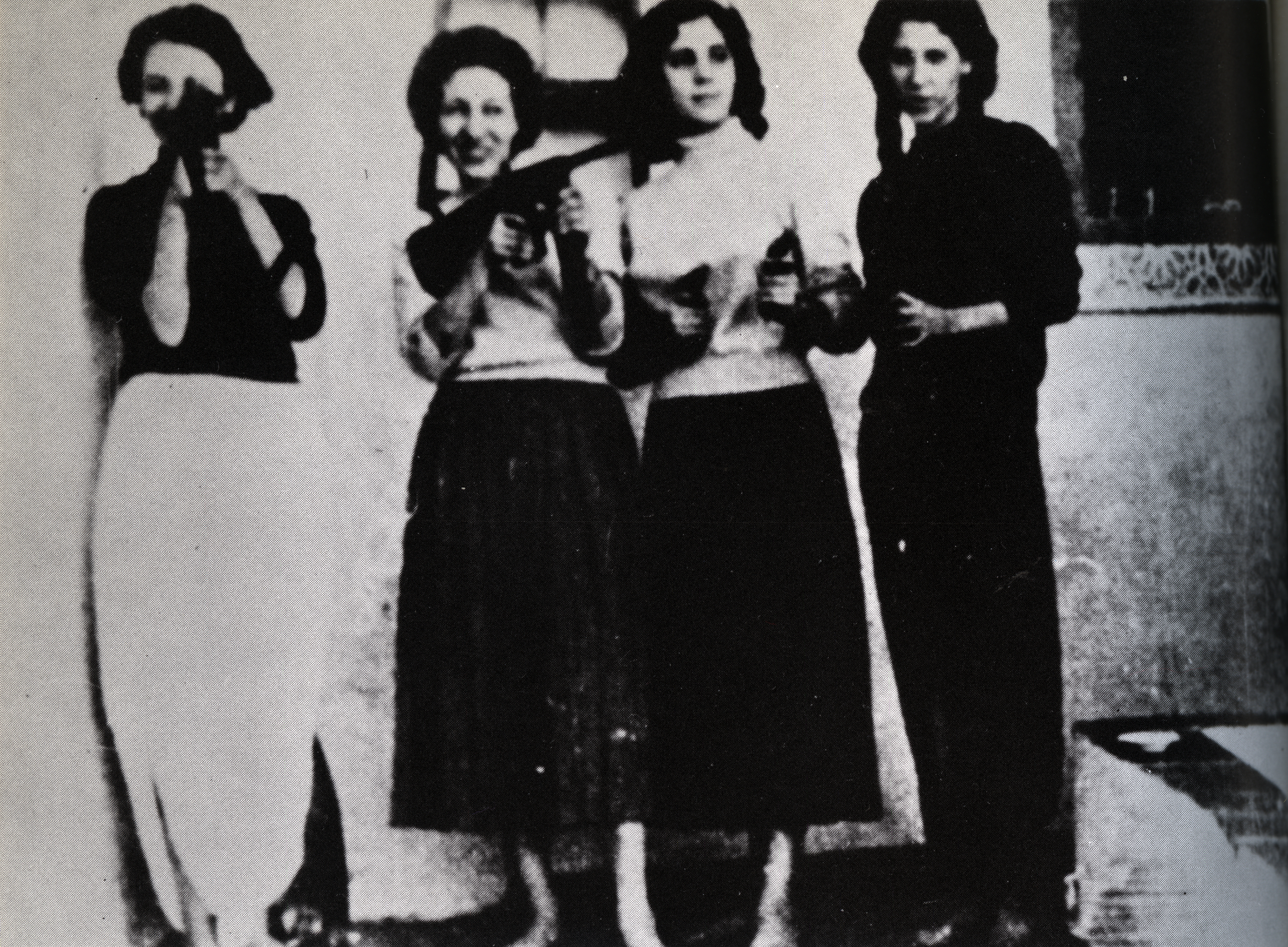
Kvinnliga krigare under slaget vid Alger (Algeriska kriget)

Kriget utvecklade sig inte likadant för de algeriska kvinnorna som för männen. För det första hade kvinnorna andra motiv än männen: att slippa det dubbla förtrycket från både kolonialmakten och patriarkala strukturen i det algeriska samhället. För det andra riktade sig några av krigets propagandastrategier (främst i form av samhällsreformer) direkt till kvinnorna. På så vis hade kriget en genusdimension, vilken ofta har ignorerats i den traditionella historiebeskrivningen.
Enligt officiella algeriska beräkningar deltog 10 949 kvinnor på FLN:s sida i kriget. Denna andel, vilken ofta anses vara grovt underskattad, är lika stor som europeiska kvinnors deltagande i andra världskriget. Kvinnorna deltog i FLN-organisationens alla led. Vissa var "fidaïyya", militanta frihetskämpar i de urbana områdena, andra var sjuksystrar som vårdade skadade soldater. Två tredjedelar deltog i FLN:s civila motstånd där de ansvarade för flera av de mest funktionella rollerna, de delade ut mat till motståndsstyrkorna på landsbygden, spred politisk information, ansvarade för läkemedel samt stöttade den kvinnliga befolkningen med medicinsk rådgivning.
Deras deltagande var således mångfacetterat och mer betydelsefullt än vad som oftast är beskrivet i media och i filmatiseringar av kriget. (I den klassiska filmatiseringen Slaget om Alger (Gillo Pontecorvo, 1966) tycks kvinnorna endast agera som militanta soldater, vilket numera av historiker anses missvisande.)

#### Propagandastrategier - reformer riktade mot kvinnor
I det propagandakrig som fördes mellan den franska kolonialmakten och FLN spelade kvinnorna en central roll. Reformerna för kvinnlig emancipation fick en stor betydelse, eftersom kvinnorna sågs som symboler för religiös, social och kulturell identitet. Genom att övertyga dem att fortsätta stödja det franska Algeriet, skulle Frankrike kunna vinna kriget. Denna analys vill visa att effekterna av kolonialpolitiken under kriget påverkades starkt av situationen som föregick den väpnade konflikten med FLN. Reformerna kom för sent och var för ytliga. Genom att integrera befolkningen i det Franska Algeriet skulle Frankrike pacificera kvinnorna, försvaga FLN och behålla sin politiska dominans.
Parallellt med att allt fler kvinnor från Algeriets olika samhällsskikt tog värvning i FLN, lanserade den franska förvaltningen sociala och politiska reformer (1957-62) som riktade sig specifikt till kvinnor. År 1957, tre år efter starten på revolten och under en tid som FLN var tillfälligt försvagade, började således förändringar i kolonialpolitiken ske. Det innebar en omsvängning av kolonialpolitiken som bestod av både propaganda och reella politiska förändringar; år 1958 kunde rösträtten för kvinnliga algerier tillämpas för första gången, och 1959 reformerades även den Statut Personnel som reglerade familjelagarna och giftermålen. För kvinnorna innebar det slutet på en laglig diskriminering och att alla så kallade muslimska fransmän officiellt fick jämlik politisk status med de franska medborgarna. Kvinnorna uppmuntrades även att utbilda sig, delta mer i det offentliga samtalet och de skulle prioriteras i skolsystemet.
Denna plötsliga förändring i kolonialpolitiken tycks ha syftat till en positiv samhällsförändring. En nyckel för att kunna förstå denna förändring är just händelsen i maj 1958 som beskrevs i inledningen, då slöjan demonstrativt ”avskaffades”. Händelsen tolkades av vissa som problematisk, eftersom demonstranterna var urbana välutbildade algeriska kvinnor som egentligen endast representerade en liten minoritet av algerierna. Demonstrationen var dessutom orkestrerad av den franskvänliga algeriska militären.
För fransmännen symboliserade slöjan den största vattendelaren mellan den kristna och muslimska befolkningen. Slöjan hade blivit symbolen för kvinnornas underlägsenhet och enligt dem det största hindret för kvinnornas frigörelse från ett patriarkalt muslimskt system. Därför legitimerade händelserna i maj 1958 fransmännen att intervenera i kvinnors status och villkor och för första gången lägga sig i deras privat- och familjeliv. Det officiella motivet var således att frigöra algeriska kvinnor från kulturellt och samhälleligt förtryck, de appellerade till Frankrikes värderingar om kvinnliga rättigheter, frihet och demokrati.
Resultaten av reformerna var dock magra eller rentav omvända, av flera anledningar. Här är kontexten som omgav reformerna central. Enligt Seferdjeli (2007) hindrades reformerna av den fortsatt utbredda djupa fattigdomen på landsbygden och i städernas muslimska kvarter. Majoriteten av befolkningen hade mycket lite information om förändringarna.
Kvinnors utbildningsnivåer ökade förvisso lite men inte långvarigt eller substantiellt, inte heller försvagades FLN:s styrkor eller deras stöd. Därutöver ignorerades giftermålsreformen i stort av den muslimska befolkningen. Denna ”charmoffensiv” genomfördes dessutom mitt under ett brinnande krig, då Frankrike engagerade sig i brutal krigföring, tortyr och våldtäkter. Reformerna genomskådades därmed som ytliga och rentav falska, då det faktiska motivet tycks ha varit att vinna kvinnornas stöd för ett fortsatt franskt styre. Det verkar idag inte råda några tvivel om att reformerna således var en del av Frankrikes krigsstrategi att försonas med (den kvinnliga) befolkningen.

### Självständigheten

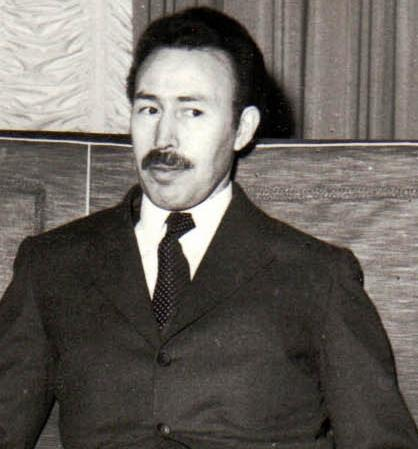
Houari Boumedienne, Algeriets president (1965-1978)

Den 1 juli 1962 folkomröstade algerierna om självständighet, och den 3 juli 1962 blev Algeriet självständigt efter mer än sju års krig. Vid krigets slut bodde omkring 800 000 européer i landet, varav fyra femtedelar flydde i all hast då den formella självständigheten trädde i kraft. Bland dem fanns en stor del av landets tekniker, administratörer och lärare; få algerier hade fått någon högre utbildning.
Nationaliströrelsen splittrades snart. Sommaren 1962 blev klyftan allt större mellan exilregeringens premiärminister Benyousef Ben Khedda och vice premiärminister Ahmed Ben Bella. Efter valet till Algeriets första nationalförsamling i september 1962 blev Ben Bella godkänd som premiärminister. 1963 gjordes FLN till den enda politiska organisationen. Samma år valdes Ben Bella till president, men han avsattes i en oblodig kupp i juni 1965. Försvarsministern, överste Houari Boumédiènne, tog över, och nationalförsamlingen upplöstes. 1976 utsågs Boumediènne formellt till president, efter att ha blivit vald som den enda kandidaten. I december 1978 dog Boumediènne, och hans efterföljare utsågs på FLN-kongressen i januari 1979. Det blev en kompromisskandidat, vald efter starka påtryckningar från militären: Benjedid Chadli. Han blev generalsekreterare i partiet och valdes till president samma år. Under Boumediènne hade Algeriet framstått som ett socialistiskt land, men under Chadli slog man in på en linje med större moderation och pragmatism. Samma år han valdes släppte han flera politiska fångar fria, bland dem den tidigare presidenten Ben Bella.
Chadlis politiska liberalisering ledde till att enpartistyret upphävdes 1989. Nationalförsamlingen som valdes 1987 satte i gång den liberaliseringsprocess som fick vittgående betydelse både inom det politiska och det ekonomiska livet. För första gången sedan självständigheten 1962 höll Algeriet i juni 1990 fria lokala och regionala val med deltagande av mer än ett parti. Denna demokratiska utveckling i Algeriet var den mest långtgående i den arabiska världen, och följdes noga av andra stater i Mellanöstern och Nordafrika, inte minst i Algeriets båda grannländer Marocko och Tunisien. En av orsakerna till det stora intresset för det algeriska valet var den starka position som radikala islamiska krafter hade vunnit i det krisdrabbade algeriska samhället. 11 partier ställde upp vid lokalvalen 1990, och Front islamique du salut (FIS), den islamiska frälsningsfronten, tog makten i de flesta kommuner och regioner. FIS fick 55 % av rösterna och blev största parti i 853 av sammanlagt 1 500 lokala råd, medan FLN bara nådde 32 % av rösterna.

### Det våldsamma decenniet

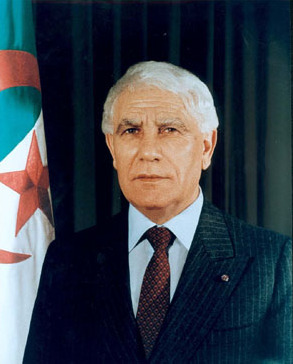
Chadli Bendjedid, Algeriets president (1979-1992)

Det första fria valet till nationalförsamlingen skulle ha hållits i juni 1991, men ställdes in efter en rad våldsamma sammanstötningar mellan polis och FIS-anhängare. President Chadli satte in armén för att återupprätta lag och ordning, införde undantagstillstånd och sköt upp valet till december. I valets första omgång vann FIS en klar seger framför Front des forces socialistes (FFS) och FLN. FIS fick 188 platser i den 450 platser stora nationalförsamlingen mot bara 16 för FLN och 26 för FFS. Sammanlagt 49 partier deltog i valet, som var tudelat, och inför den andra omgången, i januari 1992, var utgångspunkten av FIS bara behövde 28 mandat till för att få egen majoritet. Utsikterna till ett Algeriet styrt som en teokrati av fundamentalistiska muslimer, och deras plan om att införa islamsk lagstiftning, fick armén och FLN:s inre kärna att gripa in före den andra valomgången. I januari 1992 kungjorde president Chadli, efter press från försvarets ledning, att han avgick. Därefter avgick regeringen och grundlagen upphävdes. Nationalförsamlingen hade redan upplösts. Till att styra landet sattes ett säkerhetsråd, som avlyste den andra valomgången och satte in ett råd att styra landet, lett av Mohamed Boudiaf. I juni 1992 blev han mördad, och efterträddes av Ali Kafi som ledare för rådet. 1994 utnämndes försvarsministern, general Liamine Zeroual, till ny president. Samma år satte militärrådet in ett Nationellt övergångsråd, som skulle fungera som nationalförsamling; det bojkottades emellertid av de största partierna, inklusive FIS och FLN.
FIS var i grunden ett icke-våldsamt parti, men det fick stöd från en rad olika grupperingar, bland annat militanta islamiska organisationer. Flera sådana grupper stod på 1990-talet för våldshandlingar som kan ha krävt så många som 100 000 människoliv. Våldsaktionerna från islamistiska grupper var särskilt utbredda i mitten av 1990-talet och avtog mot slutet av årtiondet och efter sekelskiftet. Flera väpnade grupperingar låg bakom våldskampanjen, som först riktades mot utländska medborgare, algeriska intellektuella och offentliga tjänstemän, efter hand i tilltagande grad även mot andra medborgare. Men också statens maktapparat – framför allt säkerhetsstyrkorna – anklagades för våldsdåd, bland annat ska de ha varit ansvariga för ett betydande antal människors försvinnande. Framväxten av det väpnade islamistiska motståndet mot Algeriets sekulära regim kan spåras tillbaka till den militära traditionen från befrielsekriget på 1950-talet. De första, små grupperna såg dagens ljus tidigt på 1980-talet, men det var först efter islamisternas valseger 1990 och det inställda parlamentsvalet året därpå som den väpnade oppositionen växte fram. Till en början manifesterades motståndet mot regeringen genom omfattande demonstrationer i storstäderna. Regeringens övergrepp mot FIS och andra islamiska grupper började på allvar med arresteringar i januari–mars 1991 av en rad centrala FIS-ledare – däribland valda ordförande och medlemmar av parlamentet – samt dessutom omkring tio tusen partimedlemmar. Partiet förbjöds den 3 mars 1991. Myndigheterna förde en politik som också på andra områden begränsade de medborgerliga rättigheterna, bland annat i form av inskränkt press- och organisationsfrihet.
General Zeroual försökte en något mer försonande politik när han tog över efter Kafi 1994, men han behöll som försvarsminister kontrollen över de väpnade styrkorna, och makten koncentrerades hos en liten grupp militära ledare. Zerouals politiska linje – militär upptrappning av konflikten kombinerat med försök till dialog – ledde till en snabb upptrappning av våldshandlingarna, även från regeringens sida. Medan de islamistiska grupperna opererade i små grupper och angrep enskilda personer, små grupper och byar, tog myndigheterna till omfattande operationer, även genom användning av bombflyg. I juli 1995 gav Zeroual upp försöken till dialog, och våldshandlingarna fortsatte. Terrorn från den islamiska milisen riktades såväl mot civila som mot den offentliga maktapparaten, och våldsmännen blev ökända för sin brutalitet.

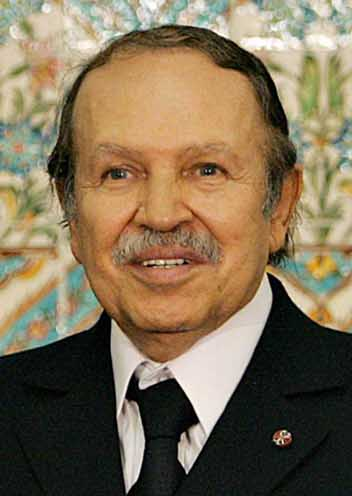
Abdelaziz Bouteflika. Algeriets president (1999-2019)

Vid presidentvalet i november 1995 valdes Zeroual om mot två motkandidater, med 64,5 % av rösterna. Ett år senare antogs en ny grundlag genom folkomröstning; islam gjordes till statsreligion, men inga partier tilläts bygga på en religiös plattform. Till parlamentsvalet i juni 1997 ställde kandidater från sammanlagt 39 partier upp, liksom några oberoende. President Zerouals nya parti Rassemblement national pour la démocratie (RND) fick 38,1 % av rösterna, medan det islamistiska Mouvement de la société pour la paix (MSP) och det tidigare statsbärande FLN fick 16,7 % respektive 16,1 %. De tre, som sammanlagt fick 287 av 380 direktvalda medlemmar av parlamentet, bildade tillsammans regering. FIS var enligt lag förbjudet och kunde inte delta i valet. Sedan Zeroual avgått i september 1998 och de övriga sex kandidaterna bojkottade presidentvalet i april 1999 blev den tidigare utrikesministern Abdelaziz Bouteflika vald med 73,8 % av rösterna. Bouteflika höll i september 1999 en folkomröstning där 98,6 % stödde presidentens freds- och försoningsplan bland annat genom amnesti. Algeriet höll år 2002 val till en ny nationalförsamling, med ett resultat som säkrade FLN egen majoritet. 23 partier deltog i valet, och 129 oberoende listor ställde också upp.
Flera väpnade islamistiska grupperingar växte fram från det tidiga 1990-talet; de två viktigaste var Groupe islamique armée (GIA), som bestod av flera mindre grupper, samt den väpnade grenen av FIS, Armée islamique du salut (AIS). I oktober 1997 förklarade AIS vapenvila, och våldet avtog något. Omkring 5 000 fångar släpptes i en amnesti, däribland islamistiska gerillasoldater. En utbrytargrupp från GIA, Groupe salafiste pour la prédiction et le combat (GSPC), grundades 1998 och vägrade lägga ner vapnen. GSPC riktade sina angrepp väsentligen mot säkerhetsstyrkorna. År 2000 gav många gerillasoldater sig till myndigheterna mot erbjudande om amnesti, men våldet fortsatte, både från gerillan och från myndigheterna. Våldsamheterna har krävt minst 100 000 människoliv, en siffra som myndigheterna tillstod 1999.
Åren 2000–2001 greps medlemmar av GSPC i Tyskland, Frankrike, Italien och Spanien – celler misstänkta för att tillhöra det internationella terrornätverket kring al-Qaida. Undersökningar i Italien tydde på att organisationen, med medlemmar också från Tunisien och Marocko, bistod al-Qaida och planerade terroraktioner i Europa å deras vägnar. Flera av soldaterna i GIA och GSPC har bakgrund från strider mot Sovjetunionen i Afghanistan tillsammans med talibanerna och al-Qaida. Från det att GIA grundades 1993 riktade gruppen flera terrorangrepp mot franska mål i Algeriet och Frankrike.

### Oro i Kabylien
Parallellt med den politisk-religiösa konflikten har Algeriet också en etnisk konflikt mellan berber-befolkningen och den arabiska majoriteten, särskilt knuten till berbernas kärnområde, Kabylien. Berberna, som utgör omkring en tredjedel av Algeriets befolkning och är områdets ursprungsinvånare, fick år 2002 genomslag för sitt främsta krav då deras språk tamazight erkändes som officiellt, likställt med arabiska. De har också ställt krav på, och lovats, ökad insats för social och ekonomisk utveckling i Kabylien. Också i denna del av landet har militanta grupper varit verksamma, och 2001 var det omfattande uppror i flera delar av regionen. De sociala spänningarna i Algeriet förstärks ytterligare av den ekonomiska situationen, med hög arbetslöshet, särskilt bland ungdomen.
Aktioner som av algeriska myndigheter betecknas som terroristattacker förekommer främst i Kabylien samt även mot gränsen till Tunisien och i Saharabältet mot gränsen till Libyen, Mali och Mauretanien. Dåden riktar sig framför allt mot militärförläggningar och polisstationer, men även civila har drabbats. Ett förhöjt säkerhetsläge råder i gränsområdet mot Tunisien och Libyen.

### Efter Bouteflika 2019
I april 2019 avgick president Abdelaziz Bouteflika efter nästan exakt 20 år vid makten. I december 2019 blev Abdelmadjid Tebboune, tidigare premiärminister under Algeriets auktoritäre president Abdelaziz Bouteflika, ny president, men regimens kritiker såg det inte som ett verkligt maktskifte.

## Geografi

### Klimat
Södra Algeriet har kontinentalt klimat medan området kring Tell-Atlas har medelhavsklimat. Kring Tell-Atlas är nederbörden 400-800 mm per år med en regnperiod under december till mars. Sahara har mycket varierande temperaturer, dygnsvariationen sommartid är runt 20⁰ C, och når då mycket höga temperaturer.

### Naturskydd
Algeriets största miljöproblem per år 2022 var luftföroreningar i landets större städer, att överbetning och andra dåliga jordbruksmetoder lett till jorderosion och ökenspridning. Dessutom har floder och kustvatten, i synnerhet Medelhavet, blivit förorenat av att råavloppsvatten dumpats liksom avfall från petroleumraffinering och andra industriella avloppsvatten. Det råder också brist på dricksvatten.
Enligt uppgifter från år 2010 fanns 12 nationalparker och åtta större natur- eller jaktreservat i Algeriet. De största nationalparkerna var klippökenområdena Ahaggar och Tassili n’Ajjer i landets sydöstra delar. I Tassili n’Ajjer finns också förhistoriska klippmålningar.

## Styre och politik

### Administrativ indelning

Karta över Algeriets provinser.

Algeriet är indelat i 48 provinser (wilayas): Adrar, Ain Defla, Ain Temouchent, Alger, Annaba, Batna, Bechar, Béjaïa, Biskra, Blida, Bordj Bou Arreridj, Bouira, Boumerdes, Chlef, Constantine, Djelfa, El Bayadh, El Oued, El Tarf, Ghardaia, Guelma, Illizi, Jijel, Khenchela, Laghouat, Muaskar, Medea, Mila, Mostaganem, M'Sila, Naama, Oran, Ouargla, Oum el Bouaghi, Relizane, Saida, Setif, Sidi Bel-Abbés, Skikda, Souk Ahras, Tamanrasset, Tebessa, Tiaret, Tindouf, Tipaza, Tissemsilt, Tizi Ouzou och Tlemcen.
Provinserna är delade i Baladiyah (kommun). Det finns över 1500 baladiyah.

### Försvar
Algeriet har skrivit på, men inte ratificerat avtal om förbud mot kärnvapenprov.[källa behövs]
Algeriet har ett samarbete med Nato genom Mediterranean Dialogue, MD, sedan år 2000. Detta är ett forum för att skapa goda relationer i regionen och skapa en stabil säkerhetssituation. Förutom Natomedlemmarna deltar även Israel, Mauretanien, Egypten, Tunisien samt Jordanien och Marocko i samtalen.

## Ekonomi och infrastruktur
Algeriet var en planekonomi under en lång tid. Men ekonomiska problem tvingade landet till liberalisering under 1980- och 1990-talen. Algeriets BNP ökade därefter kraftigt från år 2000 till år 2014, från 54,79 miljarder dollar till 213,81 miljarder dollar. En ökning på ungefär 400 procent. Ungdomsarbetslösheten var dock hög, år 2014 var den 25,3 %. Nästan dubbelt så hög bland unga kvinnor, 41,4 %, som bland unga män, 22,1 %. Som en följd av lägre priser på olja och gas i mitten av 2010-talet minskade också landets ekonomiska tillväxt.  Efter år 2014 rådde  ekonomisk nedgång och år 2020 var BNP nere på 145 miljarder dollar. Olje- och gasproduktionen har varit landets enskilt viktigaste näringsgren ända sedan självständigheten och har utgjort ungefär hälften av landets BNP likväl som statens inkomster.

### Näringsliv

#### Energi och råvaror
År 2019 uppskattades 99,4 procent av befolkningen ha tillgång till elektricitet. Skillnaderna mellan landsbygd och urbana områden, i fråga om tillgång till elektricitet, var små. 96 % av elektriciteten beräknades i mitten av 2010-talet produceras med hjälp av fossila bränslen. Resterande andel producerades med hjälp av vattenkraft eller annan förnybar energikälla.
Landet har naturtillgångar i form av petroleum, naturgas, järnmalm, fosfater, uran, bly och  zink.

### Infrastruktur

#### Utbildning och forskning

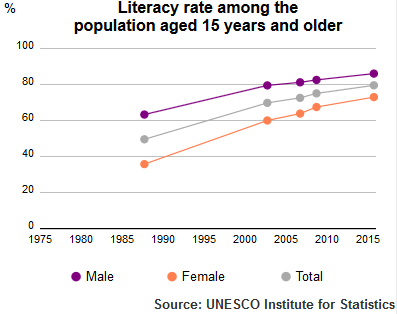
UIS läskunnighet för Algeriets befolkning över 15 år 1980 2015.

Analfabetism: 19,8 % (2015)
- Hos män: 12,8 %
- Hos kvinnor: 26,9 %[5]

## Befolkning

### Demografi

#### Urbanisering
År 2022 beräknades 74,8 procent av befolkningen vara bosatt i urbana områden. Majoriteten är bosatta längs Medelhavskusten i landets norra delar. De största städerna, enligt uppgifter från år 2010 var Alger, med 2,2 miljoner invånare, Oran, med 678 300 invånare samt Constantine med 460 100 invånare. Staten har påskyndat program för att stärka jordbruksekonomin i syfte att motverka att bönder flyttar in till städerna.

#### Minoriteter
Enligt uppgifter från år 2022 var ungefär 99 procent av alla algerier av arab-berbiskt ursprung. Den resterande procenten var européer. Trots att nästan alla algerier har berbiskt ursprung, och inte arabiskt, var det bara omkring 15 % av befolkningen som identifierade sig som berber. Dessa var företrädesvis bosatta i den bergiga regionen Kabylie öster om Alger och flera andra samhällen. Liksom araberna är berberna också muslimer, men identifierar sig inte med det arabiska kulturarvet. Berberna har länge verkat för autonomi.

### Språk
Officiella språk är arabiska och tamazight. Franska används som lingua franca. Tamazight är splittrat i flera olika dialekter. Däribland Kabyle Berber (Taqbaylit), Shawiya Berber (Tacawit), Mzab Berber och Tuareg Berber (Tamahaq).

### Religion

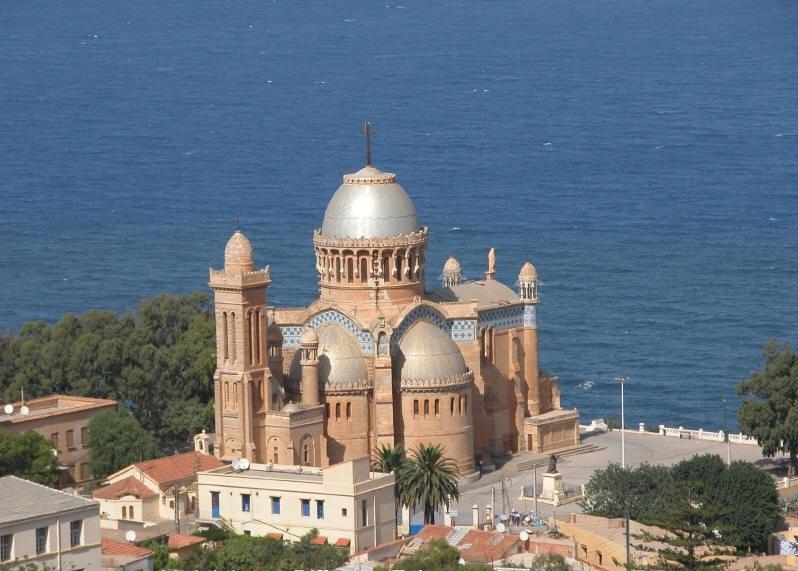
Notre Dame d'Afrique (Vår Fru av Afrika) - Algeriets basilika.

Islam är den dominerande religionen. Mer än 90 procent av befolkningen är anhängare till religionen, det vill säga av de som har fötts i familjer av muslimskt ursprung. Officiellt är nästan 100 procent av Algeriets befolkning muslimer, men ateister och andra sorters icke-troende räknas inte in i statistiken. Nästan alla algerier är sunnimuslimer, förutom 200 000 ibadi i regionen Ghardaïa.
Det finns runt 150 000 kristna i landet, inklusive runt 10 000 tillhörande romersk-katolska kyrkan och 80 till 130 000 evangeliska protestanter. Trots att många judar fråntogs sitt medborgarskap efter landets självständighet finns det några få judar kvar. Algerisk kultur har influerats mycket av islam, huvudreligionen.

### Hälsa
Enligt Världshälsoorganisationen var de vanligaste dödsorsakerna år 2019 Ischemisk hjärtsjukdom följt av stroke och neonatala tillstånd.
| Hiv och aids          |        | 2020     |
| --------------------- | ------ | -------- |
| Andel av befolkningen |        | < 1 %    |
| Antal                 |        | 18 000   |
| Dödsfall per år       |        | < 200    |
| Fetma                 | 2014   | 2016     |
| Andel av befolkningen | 23,6 % | 27,4 % ▲ |
| Undervikt hos barn <5 | 2013   | 2019     |
| Andel av befolkningen | 3 %    | 2,7 % ▼  |

### Övriga befolkningsdata
Den senaste folkräkningen hölls den 16 april 2008 och avsåg den befintliga (de facto) bosatta befolkningen i Algeriet, som uppgick till 34 452 759 invånare (varav 17 428 050 män och 17 024 259 kvinnor).

## Kultur

### Konstarter

#### Musik och dans
En musikstil som kommer från Algeriet är raï. Cheb Khaled och Cheb Mami är två av de mest kända raïartisterna.[källa behövs]

#### Film
Algeriets filmhistoria börjar under kampen för självständigheten då FLN genom filmproduktionen sökte åskådliggöra motståndet. Även efter avkolonialisering fortsatte frihetskampen vara det dominerande temat inom filmen. Ett exempel är filmen "Slaget om Alger" som fick stor symbolisk betydelse när den kom år 1965 trots att den både skrevs och regisserades av italienaren Gillo Pontecorvo. Den finansierades dock av algeriska staten, spelades in i Algeriet och rekonstruerade verkliga händelser.
Efter självständigheten utvecklades filmkulturen. I Alger inrättades ett cinematek och senare fick denna filialer i andra städer. År 1967 förstatligades filmproduktionen och filmdistributionen vilket resulterade i att populärfilmer från Europa, USA, Indien och Egypten begränsades.
Filmproduktionen minskade efter de politiska oroligheterna under 1990-talet, men fram till mitten av 1980-talet hade landet producerat omkring 40 långfilmer. Nämnvärt är också de algeriska filmarna som är verksamma i Frankrike. I många filmer skildrar de invandrarna och hur det är att leva mellan två kulturer.

### Idrott
De mest populära sporterna i landet är fotboll, friidrott och handboll. En av landets största sporthändelser var när man slog Västtysklands herrlandslag i fotboll 1982 genom ett mål av Lakhdar Belloumi. Men på grund av konflikter och dåliga förhållanden i Algeriet under 1900-talet, fortfarande pågående i några områden i landet, har nu många idrottare lämnat landet till länder som de kan tjäna mer i, vanligtvis Frankrike. Zinedine Zidane, Karim Benzema och Samir Nasri är av algeriskt ursprung men födda och uppvuxna i Frankrike. I friidrott har Algeriet fått fram flera världsmästare, däribland Noureddine Morceli, Hassiba Boulmerka, Jabir-Said Guerni och Benida Berrah.[källa behövs]

## Internationella rankningar
| Organisation                                | Undersökning                   | Rankning   |
| ------------------------------------------- | ------------------------------ | ---------- |
| Heritage Foundation/The Wall Street Journal | Index of Economic Freedom 2019 | 171 av 180 |
| Reportrar utan gränser                      | Pressfrihetsindex 2019         | 141 av 180 |
| Transparency International                  | Korruptionsindex 2018          | 105 av 180 |
| FN:s utvecklingsprogram                     | Human Development Index 2018   | 82 av 189  |